# لي جيونغ-هيوب
لي جيونغ-هيوب (مواليد 24 يونيو 1991 في بوسان) هو لاعب كرة قدم كوري جنوبي يلعب مع أولسان هيونداي في كي ليغ كلاسيك كمهاجم. مثّل منتخب كوريا الجنوبية لكرة القدم في كأس آسيا 2015. بدأ لي جيونغ-هيوب مسيرته الرياضية عام 2013.

## روابط خارجية
- لي جيونغ-هيوب على موقع رابطة كرة القدم اليابانية للمحترفين (اليابانية)
- لي جيونغ-هيوب على موقع دوري كوريا الجنوبية (الإنجليزية)
- لي جيونغ-هيوب على موقع قاعدة بيانات كرة القدم.إي يو (الإنجليزية)
- لي جيونغ-هيوب على موقع ناشيونال فوتبول تيمز (الإنجليزية)
- لي جيونغ-هيوب على موقع Soccerway.com (الإنجليزية)

قالب:تشكيلة كوريا في كأس آسيا 2015